# Habreuresis recta
Habreuresis recta is een spinnensoort uit de familie hangmatspinnen (Linyphiidae). De soort komt voor in Chili.